# 東京都道135号武蔵小金井停車場線
東京都道135号武蔵小金井停車場線（とうきょうとどう135ごう むさしこがねいていしゃじょうせん）は、東京都小金井市にかつて存在した一般都道である。JR中央線武蔵小金井駅と東京都道15号府中清瀬線（小金井街道）を結んでいた。起点から終点までは見通せる程の距離しかなく、実質的には駅前広場と同様であった。2025年3月31日に東京都告示第374号で路線廃止され、小金井市に移管された。

## 概要
- 陸上距離：?km
- 起点：JR武蔵小金井駅北口
- 終点：東京都道15号府中清瀬線（小金井街道）交点

## 交差・接続する道路
- 東京都道136号武蔵小金井停車場貫井線：JR武蔵小金井駅北口
- 東京都道15号府中清瀬線：終点（交差点名なし）

## 通過する自治体
- 小金井市